# Onlajn kazino
Onlajn kazina, poznata i kao virtuelna kazina ili internetska kazina, onlajn su verzije tradicionalnih kazina. Onlajn kazina omogućavaju kockarima da putem interneta igraju i klade se na kazino igre. To je plodonosan oblik kockanja na internetu.
Neka onlajn kazina tvrde da imaju veći postotak povrata za slotove, a neki na svojim veb stranicama objavljuju proveru postotka isplate. Pod pretpostavkom da onlajn kazino koristi odgovarajuće programirani generator slučajnih brojeva, stolne igre poput blackjacka imaju utvrđenu “prednost kuće”. Procenat isplate za ove igre utvrđen je pravilima igre.

## Vrste
Onlajn kazina široko su podeljena u dve kategorije na temelju softvera koji koriste: kazina na webu i samo za preuzimanje. Tradicionalno, onlajn kazina uključivale bi samo jednu od dve platforme. Međutim, s naprednim tehnološkim promenama, onlajn kazino sada može imati oba.

### Bazirana na web-u
Onlajn kazina bazirana na webu (poznata i kao flash ili kazina bez preuzimanja) su veb stranice na kojima korisnici mogu igrati kazino igre bez preuzimanja softvera na svoj računar. Igre su uglavnom zastupljene u dodacima za Macromedia Flash, Macromedia Shockwave ili Java i za te dodatke potrebna je podrška pretraživača. Osim dodataka i pretraživača, potrebna je stabilna internet veza kako bi se postiglo neometano igračko iskustvo jer se sve grafike, zvukovi i animacije učitavaju putem weba putem dodatka. Neka onlajn kazina takođe omogućuju igranje putem HTML interfejsa. Apple uređaji poput iPod, iPad i iPhone ne mogu igrati Flash igre jer tehnologija nije podržana. Da biste pristupili kazinima bez preuzimanja putem iOS platforme, moraćete preuzeti pretraživače kao što su Google Chrome, Firefox ili Opera Mini.

### Samo za preuzimanje
Onlajn kazina bazirana na preuzimanju zahtevaju preuzimanje softverskog klijenta kako bi mogli igrati i kladiti se na ponuđene kazino igre. Softver onlajn kazina povezuje se s pružaocem kazino usluga i rukuje klijentima bez podrške pretraživača. Onlajn kazina bazirana na preuzimanju obično rade brže od onlajn kazina baziranih na webu, budući da su grafički i zvučni programi predmemorisani od strane softvera, umesto da ih treba učitavati s interneta. S druge strane, početno preuzimanje i instalacija softvera kazina zahteva vrijeme. Kao i kod svakog preuzimanja s interneta, rizik od programa koji sadrži “zlonamerni” softver postoji, što ga čini manje popularnim među skeptičnim igračima kazina.

## Igre

### Virtuali
Takođe poznate kao softverske internetske kazino igre, ishod tih igara određuje se pomoću softvera za generisanje pseudo slučajnih brojeva (PRNG). Ovaj softver osigurava da je svaki slučaj deljenja karte, ishod bacanja kocke ili rezultati koji se vrte okretanjem slota ili ruleta potpuno slučajan i nepredvidljiv. PRNG-ovi koriste niz matematičkih instrukcija poznatih kao algoritam za generisanje dugog niza brojeva koji stvaraju utisak istinske slučajnosti. Iako ovo nije isto kao generisanje slučajnih brojeva (kompjuteri to nisu sposobna bez spoljašnjeg ulaznog izvora), ono pruža rezultate koji zadovoljavaju sve osim najstrožih zahteva "istinske slučajnosti".
Kada se pravilno implementira, PRNG algoritam kao što je Mersenne Twister osigurat će da igre budu i poštene i nepredvidive. Međutim, obično igrač mora verovati da softver nije namešten kako bi povećao “prednost kuće”, jer su njegovi unutrašnji postupci nevidljivi za korisnika. Ispravno regulisana onlajn kazina revidiraju se izvan od strane nezavisnih regulatora kako bi se osiguralo da su njihovi postoci dobitka u skladu s navedenim koeficijentima, a to igraču može pružiti određeni stepen sigurnosti da su igre poštene, pod pretpostavkom da igrač veruje regulatoru.

### Dileri uživo
Kazino igre sa dilerima uživo potpuno su suprotne igrama koje se baziraju na softveru. Umesto da zavisno o softveru odrede ishod okretanja ruleta, bacanja kockica ili deljenja karata, ove igre zavise o rezultatima u stvarnom vremenu. To je moguće jer se igre emituju u stvarnom vremenu iz zemaljskog kazina ili studija stvorenog da oponaša zemaljski kazino.
Kako bi osigurali da igrači mogu lako igrati ove igre i da se realno okruženje u potpunosti stvori, programeri softvera uključuju inovativne opcije poput čata uživo. To omogućuje igraču da upiše poruku dileru, a on im može usmeno odgovoriti. Opcija čata uživo takođe se može koristiti za komunikaciju s drugim igračima koji sede za stolom pridržavajući se niza pravila koja je odredio kazino.
Rezultati fizičkih transakcija od strane trgovca, poput ishoda okreta točke ruleta ili deljenja karata, prevode se u podatke koje softver može koristiti pomoću tehnologije optičkog prepoznavanja znakova (OCR). To igraču omogućuje interakciju s igrom na isti način kao što bi to bilo slučaj s virtuelnom kazino igrom, osim činjenice da se rezultati određuju u stvarnom vremenu, a ne automatizovanim procesima.
Te su igre web stranicama mnogo skuplje od virtuelnih igara, jer uključuju veće ulaganje u tehnologiju i zapošljavanje. Kazino studio uživo zapošljava jednog ili više snimatelja, nekoliko krupijea koji vode razne igre, osobu koja upravlja informacionim tehnologijama koji osigurava brzo rešavanje bilo kakvih tehničkih problema i pit bossa koji deluje kao sudija u slučaju sporova između igrača i krupijea.
U većini slučajeva to zahteva barem trosobnu postavku koja se sastoji od studija uživo, sobu za server/ softvera i sobu analitičara. Konfiguracija ovih soba razlikuje se od kazina do kazina, neke imaju nekoliko stolova za igranje u jednoj sobi, a neke imaju po jedan stol u svakoj sobi.
Veliki tekući troškovi povezani s igrama uživo razlog su zbog kojeg internet kazina imaju tendenciju ponuditi pregršt najpopularnijih igara u ovom formatu, poput ruleta, blackjacka, sic boa i baccarata. Upoređujući, tekući troškovi povezani s virtuelnim igrama vrlo su niski i neretko je da internet kazina igračima na svojoj web stranici nude stotine različitih virtuelnih kazino igara.
Internet kazina razlikuju se u pristupu hostinga igara uživo, pri čemu neki pružaju igre uživo putem vlastitog televizijskog kanala, a drugi nude igre isključivo putem svoje web stranice. U slučaju televizijskih igara, igrači često mogu koristiti svoj mobilni telefon ili daljinski upravljač za televiziju za klađenje, umesto da to čine putem kompjutera povezanog na Internet. Najčešće igre uživo sa dilerima koje se nude u internet kazinima su baccarat, blackjack i rulet.

### Primeri
Tipičan izbor igara na sreću koje se nude u internet kazinu može uključivati:
- - Baccarat
  - Blackjack
  - Craps
  - Roulette
  - Sic bo
  - Slotovi
  - Poker
  - Keno
  - Bingo

### Kladjenje na sport
Kladjenje na sport je aktivnost predviđanja sportskih rezultata i postavljanja opklada na rezultat. Opklade se obično postavljaju u novčanom obliku. 
Mnogi veb-sajtovi za online kladjenje na sport nude kockarske igre u realnom vremenu, koje omogućavaju korisnicima da se klade tokom događaja. Prednost realnih kockarskih igara je što postoji mnogo više tržišta. Na primer, u fudbalskim asocijacijama, korisnik može da se kladi na to koji igrač će dobiti sledeći žuti karton ili koja ekipa će dobiti sledeći slobodan udarac.

### Lutrije online kazina
Online kladionice predstavljaju alternativni pristup online kockanju, pružajući platformu za kazino stil igre u jurisdikcijama gde tradicionalna online kockanja nailaze na zakonska ograničenja. Ove platforme su karakterisane modelom poklona koji ih razlikuje od standardnih online kazina, omogućavajući korisnicima da učestvuju u igrama bez direktnog klađenja pravog novca.

### Klađenje unapred plaćenog depozita
Klađenje sa unaprijed plaćenim depozitom (ADW) je oblik kockanja na ishod konjskih trka, gde igrač mora da nadopuni svoj račun pre nego što mu je dozvoljeno da se kladi. ADW se često sprovodi online ili telefonom. Za razliku od ADW, kreditne prodavnice dozvoljavaju klađenje bez unapred financiranja; obračuni računa se prave na kraju meseca. Vlasnici hipodroma, konjički treneri i vladine jedinice ponekad dobijaju deo prihoda od ADW.

### Virtualni sportovi
Virtualni sportovi su elektronske igre koje generišu vizuelni feedback na prikaznom uređaju. Termin "virtualni sport" se često koristi za opisivanje softverskih simulacija sportova koje se koriste za klađenje. Nekoliko kladionica i racinos koristi ovaj tip softvera, jer klijenti klađaju više nego na uobičajene sportove.

## Bonusi
Mnoga internet kazina nude bonuse za registraciju novim igračima koji uplate svoj prvi depozit, a često i tokom igranja. Ovi su bonusi oblik marketinga koji mogu nositi trošak (potencijalno opravdan kako bi se privukao novi igrač koji se može vratiti i uplatiti još puno puta), jer kazino u osnovi daje novac i obavezuje igrača da se kladi uz određeni minimalni iznos pre nego što može povući novac sa računa. Budući da sve kazino igre imaju prednost kuće, klađenje osigurava da igrač ne može jednostavno otići s novcem kazina odmah nakon što zatraži bonus. Ovi se uslovi opklade obično postavljaju dovoljno visoki kako bi igrač imao negativna očekivanja, tačno kao da je deponovao novac, a nije zatražio bonus.
Kazina mogu odlučiti ograničiti određene igre u ispunjavanju uslova za klađenje, bilo da igračima ograniče igranje low-edge igara, bilo da ograniče igru bez rizika (klađenje, na primer, crveno i crno na ruletu), čime ispunjavanje uslove opklade osiguranim dobitkom nakon što se uzme u obzir bonus.

### Bonus dobrodošlice
Bonus dobrodošlice je bonus na prvi depozit ikad uložen u kazinu ili kazino grupi. Bonusi dobrodošlice ponekad dolaze u paketima i mogu se dati u skladu s prva dva ili tri depozita (Bonus dobrodošlice za prvi depozit, Bonus dobrodošlice za drugi depozit, itd.). Oni se takođe mogu vezati za određene igre, poput Bonusa dobrodošlice za slotove ili Bonus dobrodošlice za stone igre. kazino takođe može ponuditi bonuse dobrodošlice za igrače koje uplaćuju velike sume novca koji uplate početni iznos veći od standardnog iznosa.

### Preporuka
Postoje dve vrste bonusa za preporuku: jedan za onoga ko je preporučio i jedan za preporučenog. Osoba koja je preporučena dobija bonus kada registruje račun u kazinu i spomene onoga koji je preporučio. Preporučitelj dobija bonus kada preporuičeni ispuni sve zahteve, kao što je depozit i klađenje na njega određeni broj puta.

### Povrat novca ili osiguranje
Bonusi za povrat novca ili osiguranje nude se kao postotak svih gubitaka u prethodnoj igračkoj aktivnosti igrača. Obično se u ovaj bonus računaju samo depoziti koji nisu usklađeni s bonusima. Dodatno možete pronaći web stranice koje nude isplate na temelju vaših gubitaka tokom igre s jednim ili više onlajn kazina. Te se vrste povraćaja gotovine igračima obično isplaćuju putem kazino portala koji nudi te posebne ponude povraćaja novca.

### Bonus bez depozita
Najpopularniji oblik bonusa je onaj koji se može zatražiti bez potrebe za deponovanjem novca igrača – poznat kao bonus bez depozita. Ovi se bonusi koriste kao alati za dobijanje novih igrača u kazinima koje žele privući nove igrače. Bonusi bez depozita ne moraju uvek biti u obliku stvarnog novca, kao što je objašnjeno u nastavku.

### Neunovčivi
Bonusi koji se ne mogu unovčiti mogu se nazvati “ljepljivi” ili “fantomski” bonusi. U oba slučaja bonus čini dio igračevog balansa na računu, ali se ne može unovčiti. Razlika između novčanih i fantomskih bonusa dolazi u trenutku isplate. Fantomski bonus oduzima se od igračevog balansa u trenutku kada podnese zahtjev za povlačenje. Na primjer: ako ste deponovali 100 dolara, dobili 100 dolara, igrali i završili s klađenjem na 150 dolara. Ako je bonus lepljiv, igrač će moći podići samo 50 dolara. Ako je bonus u gotovini, tada je celi saldo dostupan za podizanje.

### Comp poeni
Kompovi su obično dostupni u standardnim kockarnicama, ali postoje i na internetu. Comp bodovi se obično mogu zameniti za novac, nagrade ili druge kompove. Iznos gotovine po opkladi obično je vrlo mali i često varira zavisno o odabiru igre. Kazino može ponuditi tri comp boda za svakih 10 $ uloženih na automatima i jedan comp bod za svakih 10 $ uloženih u blackjack. Kazino može dati 1 USD za svakih 100 comp bodova. Ovaj primer ekvivalentan je vraćanju 0,3% opklada na slotovima i 0,1% uloga na blackjacku. Uz to, internet kazina mogu nuditi i kompove poput besplatnih ulaznica za onlajn turnire, besplatnih onlajn slot igara, ulaznica za druge posebne događaje, dodatnih bonusa, suvenira i povrata novca.

### Lov na bonuse
Lov na bonuse (takođe poznat kao sakupljanje bonusa) vrsta je kockanja s prednostima gde je matematički moguće ostvarivanje dobiti od kazina, sportskog klađenja i poker soba. Na primer, prednost kuće u blackjacku iznosi oko 0,5%. Ako se igraču ponudi unovčivi bonus od 100 USD koji zahteva 5000 USD u klađenju na blackjack s prednosšću kazina od 0,5%, očekivani gubitak je 25 USD. Stoga igrač očekuje očekivani dobitak od 75 USD nakon što zatraži bonus od 100 USD.

### Free Spinovi
Free spinovi su spinovi koje igrači dobijaju kao nagradu prilikom registracije na online kazino platformi. Ovi spinovi su deo promotivnih kampanja kojima kazina privlače nove korisnike. Kada se igrač registruje, obično dobija određeni broj besplatnih spinova koje može iskoristiti na određenim slot igrama ili drugim kazino igrama. Ovi spinovi omogućavaju novim igračima da započnu svoje kazino iskustvo bez ulaganja sopstvenog novca, ali uz šansu da osvoje stvarne nagrade.

### Sporovi
Veliki dio sporova u kazinu na internetu odnosi se na bonuse. Kazina mogu označiti igrače koji pobede koristeći bonuse kao “zlostavljače bonusa”. I igrači i kazina mogu počiniti prevaru. Primer prijevare s igračem je stvaranje više računa i korištenje računa za potraživanje bonusa za registraciju nekoliko puta. Primer prijevare kazina je promena uslova bonusa nakon što igrač ispuni uslove klađenja, a zatim zahteva od igrača da ispuni nove bonus uslove.

## Законитост
Zakoni o onlajn kockanju često imaju rupe koje proizlaze iz brzog razvoja tehnologije koja podupire razvoj industrije. Neke zemlje, uključujući Belgiju, Kanadu, Finsku i Švedsku imaju državne kockarske monopole i ne daju licence stranim operaterima kazina. Prema njihovom zakonu, operateri licencirani na teritoriju tih zemalja mogu se smatrati samo legalnim. Takođe, oni ne mogu goniti procesuirati strane operatore kazina i samo blokiraju njihove web stranice. Igrači u tim zemljama ne mogu biti kažnjeni i mogu se kockati na bilo kojoj web lokaciji kojoj mogu pristupiti.
Australijski zakon o interaktivnom kockanju iz 2001. (IGA) inkriminira isporuku internet kazino igara od strane operatora bilo gde u svetu osobama koje žive u Australiji. Cilja se samo na operatore web stranica za kockanje, što rezultuje zanimljivom situacijom da igraču iz Australije nije nezakonito da pristupi i kocka se u internet kazinu. Niti jedan operater nije optužen za kazneno delo prema IGA-i, a mnoga internet kazina prihvataju igrače iz Australije. U junu 2016, vlada Južne Australije postala je prva država ili teritorija na svietu koji je uveo porez na tzv. mesto potrošnje od 15% (POCT) po uzoru na POCT u Velikoj Britaniji 2014..

### Belgija
Belgijski Zakon o igrama na sreću stupio je na snagu u januaru 2011. godine i dopušta kockanje putem interneta, ali samo pod vrlo strogim uslovima i nadzorom.

### Srbija
Zakonom o igrama na sreću Republike Srbije se pravo na priređivanje igara na sreću, vrste igara na sreću, uslovi priređivanja, prava i obaveze priređivača igara na sreću, ostvarivanje i pripadnost prihoda ostvarenih priređivanjem igara na sreću, kao i nadzor nad priređivanjem igara na sreću. Ovim zakonom uređuje se nadležnost Uprave za igre na sreću, kao organa uprave u sastavu ministarstva nadležnog za poslove finansija.

### Kanada
Kanadski kazneni zakon kaže da samo provincijske vlade i dobrotvorne organizacije koje imaju dozvolu provincijskih vlada mogu upravljati kazinom u Kanadi. Takođe zabranjuje stanovnicima učestvovanje u bilo kojem programu lutrije, igrama na sreću ili kockanju koje nije licencirala niti vodi provincijska vlada. 2010. godine, British Columbia Lottery Corporation pokrenula je prvi legalni kanadski internet kazino PlayNow, koji je dostupan stanovnicima Britanske Kolumbije. Pokrajina Quebec takođe posluje legalnim internet kazinom putem Loto-Québeca.
Uprkos tom zakonu, Kahnawake First Nation u Quebecu zauzeo je stav da je suverena nacija, sposobna doneti vlastito zakonodavstvo o kockanju, te je licencirala i ugostila gotovo 350 web stranica o kockanju, a da nikada nije procesuirana.

### Nemačka
Nemački državni ugovor o kockanju (nemački: Glücksspielstaatsvertrag) između svih 16 nemačkih država ratifikovan je 2008. godine, a usvojen je 2012. Njime se uređuje restriktivno postupanje putem kockanja putem interneta, uključujući osnovni državni monopol na javno kockanje s ograničenim izuzecima za nekoliko komercijalnih davaoca. Kockanje putem interneta i drugi oblici javnog kockanja protiv ovih propisa u Nemačkoj su ilegalni. O državnom ugovoru, njegovom sprovođenju za razliku od blažeg zakonodavstva EU i mogućim daljim promenama kontroverzno se raspravljalo u javnosti, politici i na sudovima.

### Ujedinjeno Kraljevstvo
U Ujedinjenom Kraljevstvu, Zakon o kockanju iz 2005. uređuje sva pitanja vezana uz kockanje putem interneta, dopuštajući web stranicama za klađenje da imaju licencu za daljinsko kockanje kako bi građanima Velike Britanije ponudili online klađenje. 2014. godine vlada Velike Britanije donela je zakon o kockanju koji je, uz izvorni zakon iz 2005. godine, od inostranih operatora zahtevao da dobiju UK licencu. Nova je uredba zahtevala da operateri plaćaju porez na mjesto potrošnje od 15% (POCT), nešto što je izazvalo egzodus mnogih operatera s britanskih ostrva. Međutim, ovaj egzodus u većini slučajeva nije dugo potrajao jer su koristi nadjačale kamen spoticanja, jer je Velika Britanija glavno tržište za online kockanje.
Komisija za kockanje UK (UKGC) najavila je 2019. niz novih mera koje se primjenjuju na interneT i mobilna kazina kako bi se smanjilo kockanje maloletnika s ciljem povećanja pravičnosti i transparentnosti. Nove mere zahtevat će od kazina da provere identitet i godište korisnika kako bi se kockali.

### Sjedinjene Američke Države
U Sjedinjenim Državama raspravlja se o legalnosti kockanja na internetu i ona se može razlikovati od države do države. Zakon o nezakonitom sprovođenju kockanja putem interneta iz 2006. (UIGEA) ograničava mogućnost banaka i obrađivača plaćanja da trguju s internet stranicama za kockanje koje su nezakonite prema bilo kojem saveznom ili državnom zakonu. Međutim, to ne definiše zakonitost ili na neki drugi način internet stranicu za kockanje. Uobičajeno se pretpostavljalo da je Federalni zakon o zabrani zabranio sve oblike kockanja na internetu. Međutim, u decembru 2011. Ministarstvo pravosuđa Sjedinjenih Država objavilo je izjavu u kojoj pojašnjava da se Wire Act primenjuje samo na web stranice sa sportskim kladionicama, a ne i na internet kockarnice, poker ili lutrije, ostavljajući definiciju zakonitosti svakoj državi pojedinačno. Određene države kao što su Nevada, Delaware i New Jersey započele su postupak legalizacije i regulisanja kockanja na internetu i očekuje se da će se regulacija nastaviti od države do države.